# 阪神バス塚口営業所
阪神バス塚口営業所（はんしんばすつかぐちえいぎょうしょ）は、兵庫県尼崎市東塚口町にある阪神バスの営業所。
最寄りの停留所は「塚口営業所前」である。
また、尼崎交通事業振興の本社・車庫と隣接している。

## 概要
元は尼崎市交通局塚口営業所で、1958年（昭和33）年9月1日に久々知営業所として設置、1970年（昭和45年）1月1日付けで塚口営業所に改称された。
交通局時代は交通局本庁舎としても機能していた。2016年3月20日に交通局が民間移譲したことにより阪神バスの営業所となっている。
阪神バス尼崎市内線の多くの路線を担当している。
また、2004年4月より、尼崎交通事業振興が一部路線を運行しているほか、一部は同社との共同運行扱いとなっている。

## 現行路線

### 幹線
阪急神戸本線の駅からJR神戸線（東海道本線）の駅を経て阪神本線の駅を結ぶ。15番の一部便が武庫営業所担当で、11番は尼崎交通事業振興への管理委託および同社と共同運行、13番、13-2番は尼崎交通事業振興との共同運行。

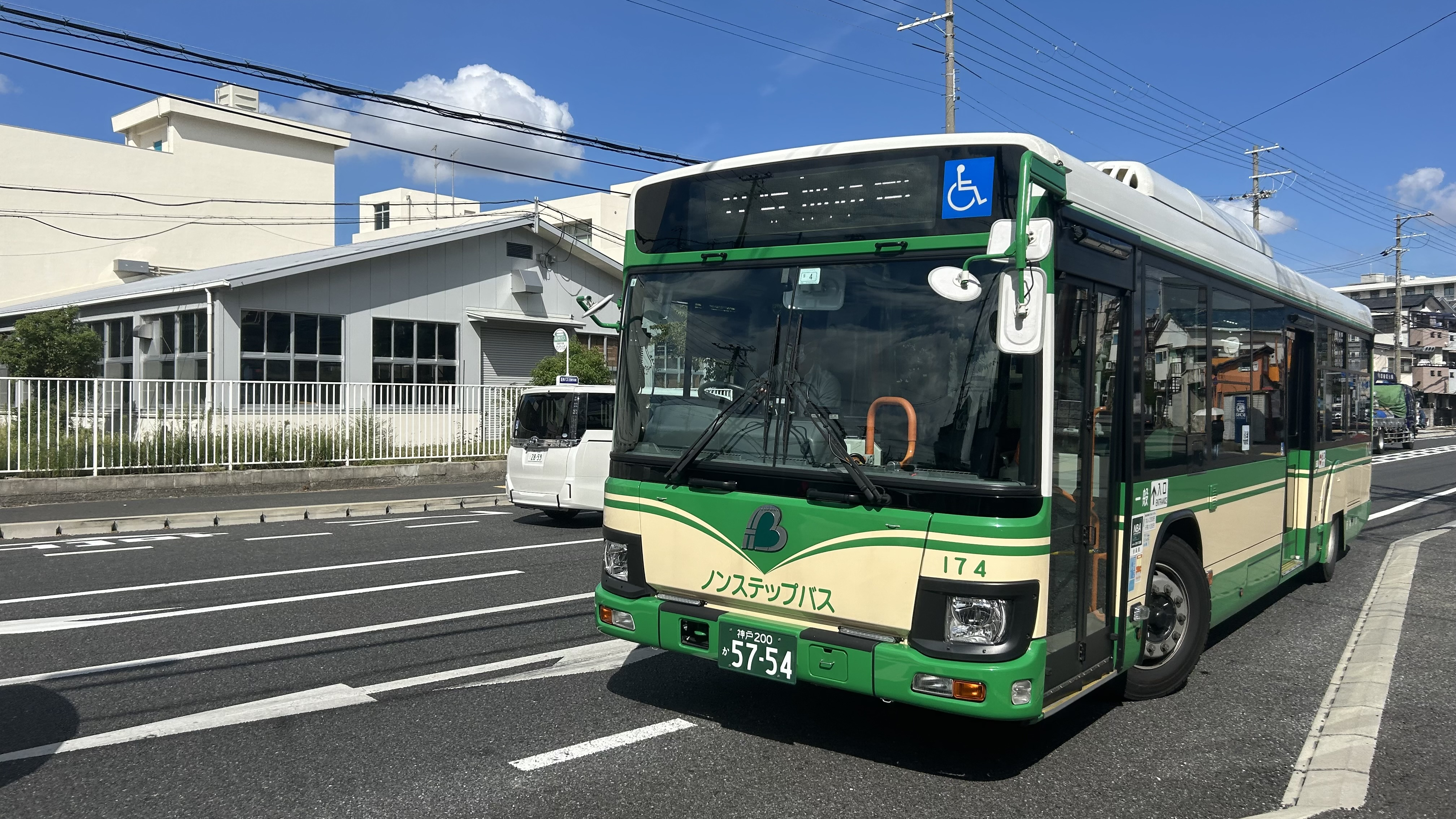
12番
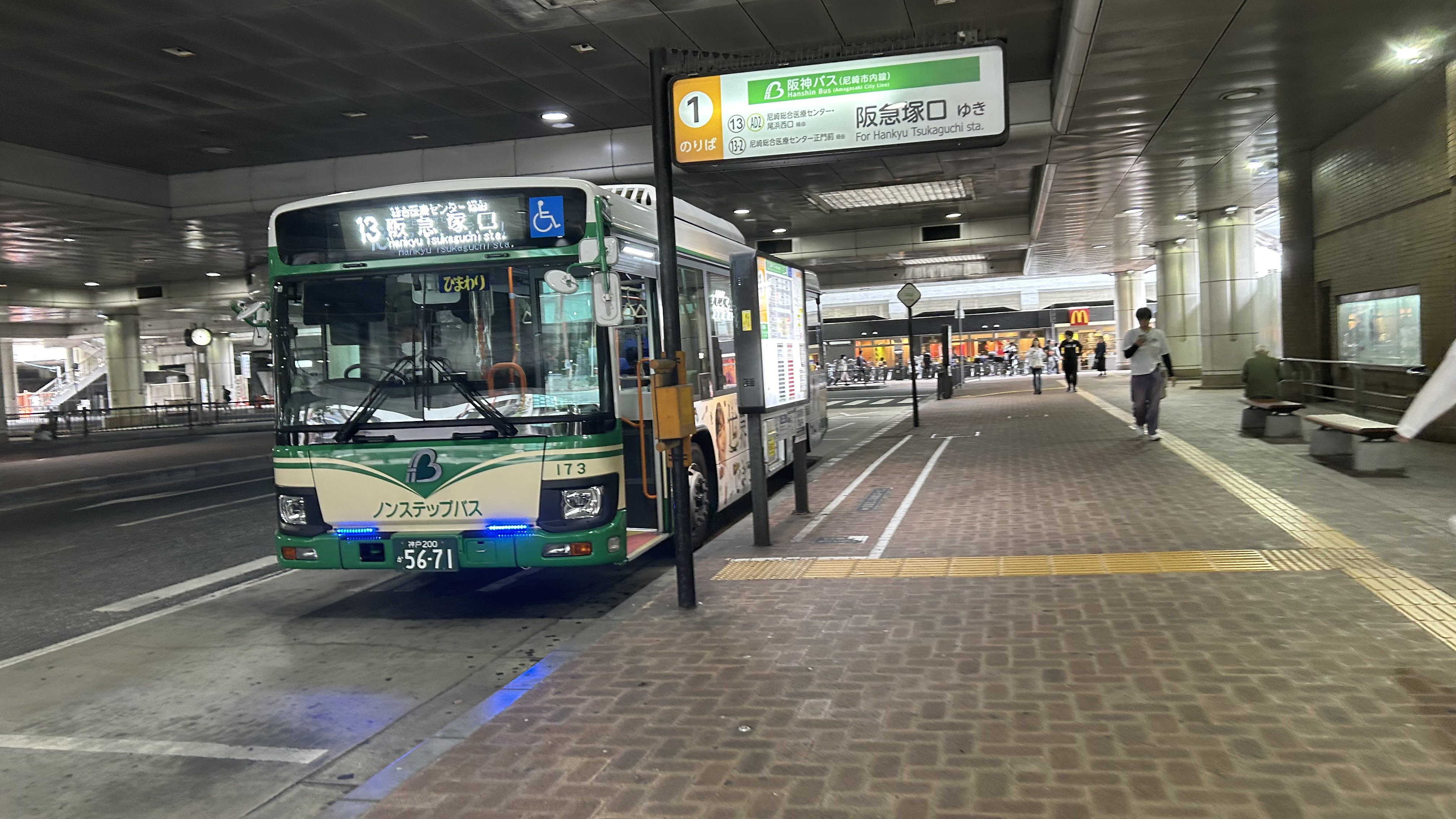
13番
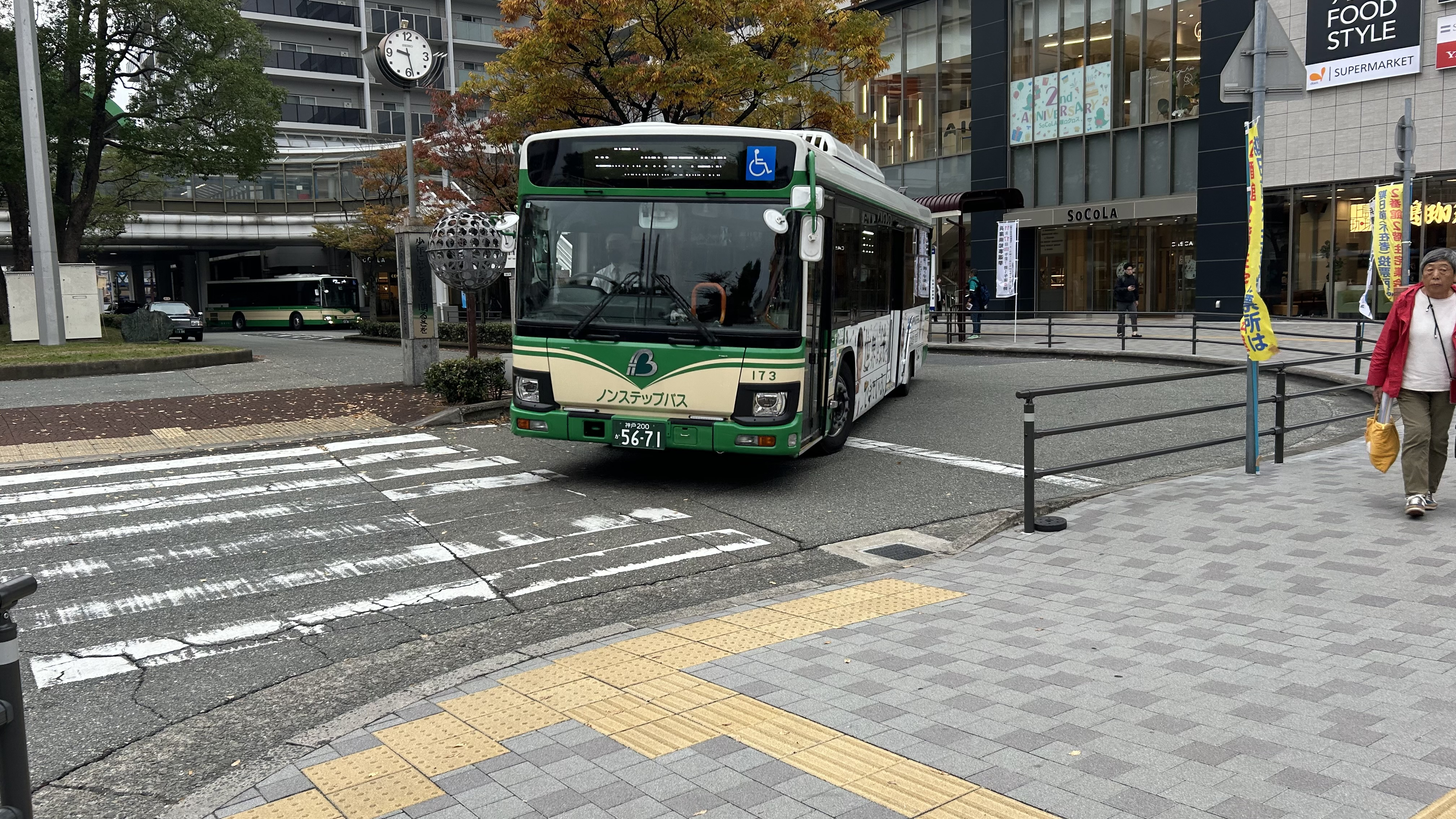
14番

| 路線番号 | 経路 |
| -------- | --- |
| 12番     | 阪急塚口－JR塚口－若王寺－JR尼崎 (北)－小田南生涯学習プラザ前－常光寺－杭瀬団地ー阪神杭瀬 ※阪急塚口→塚口営業所前またはJR尼崎 (北) 間区間便あり                               |
| 13番     | 阪急塚口－尾浜西口－上下水道庁舎前－尼崎総合医療センター－東難波町3丁目－地方合同庁舎－阪神尼崎 (北)                                                                         |
| 13-2番   | 阪急塚口－尾浜西口－上下水道庁舎前－尼崎総合医療センター正門前－東難波町3丁目－地方合同庁舎－阪神尼崎 (北) ※平日のみ運行 ※尼崎総合医療センターには阪神尼崎 (北) 行きのみ停車 |
| 14番     | 阪急塚口－園田学園女子大学－栗山町2丁目－JR立花 (上)－市役所－昭和通8丁目－阪神出屋敷                                                                                        |
| 15番     | 阪急武庫之荘 (南)－JR立花 (上)－市役所－東難波町2丁目－東難波町3丁目－地方合同庁舎ー阪神尼崎 (北)                                                                            |

- 12番
- 13番
- 14番

### 地域線
市内各駅と周辺地域を結ぶ。一部の路線では、運行区間の一部延長や、経由地・経路の一部を変更して運行する便があり、路線番号に「-（数字）」をつける形で分類・運行されている。20番台と31番、AD3番は尼崎交通事業振興へ管理委託、30番は一部便を尼崎交通事業振興へ管理委託、48-2番を除く40番台とAD1番の全便と48-2番と52番、55番の一部便は武庫営業所担当で、70番は尼崎交通事業振興への管理委託および同社と共同運行。

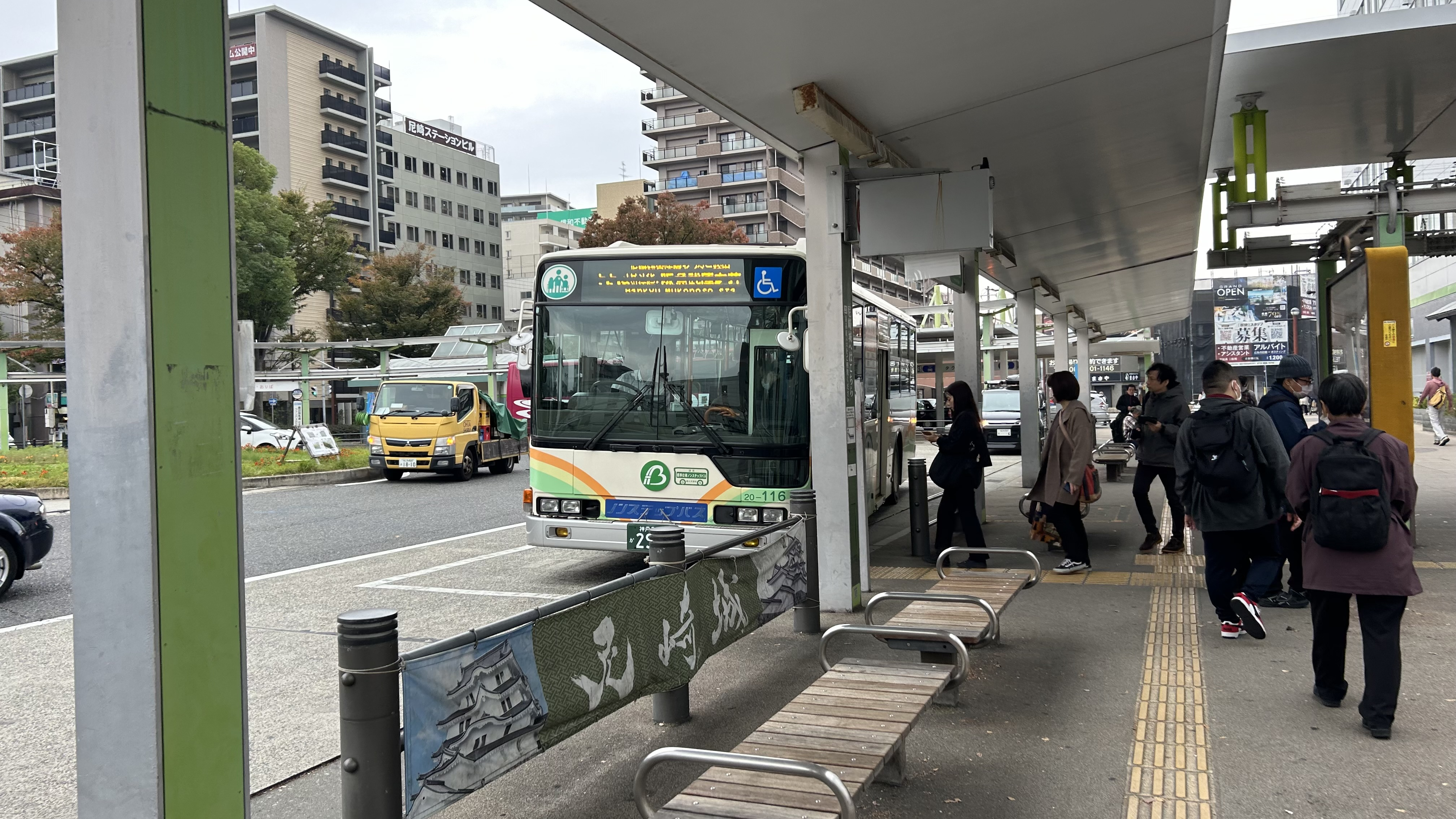
55番
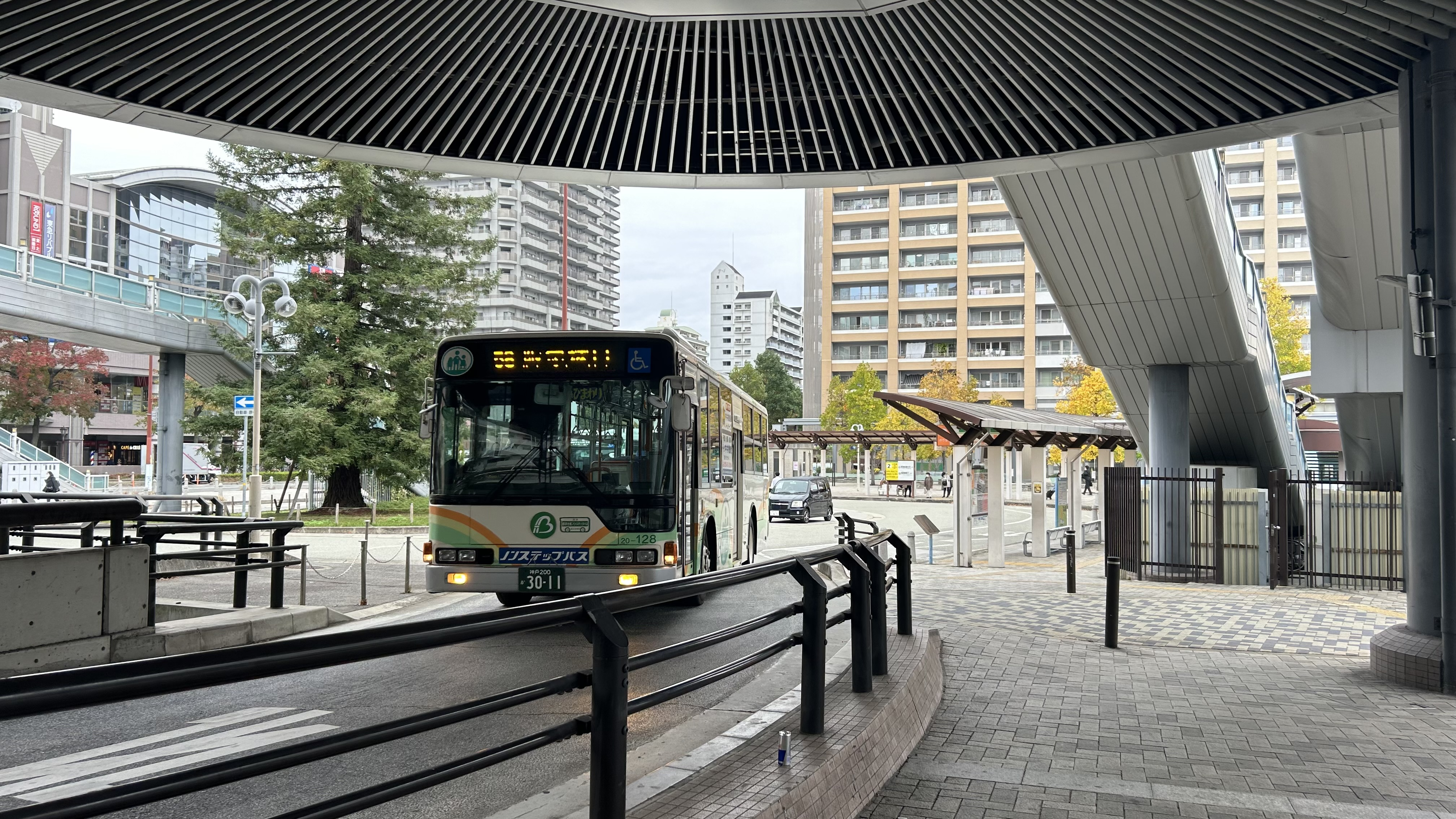
58番

| 路線番号 | 経路 |
| -------- | --- |
| 30番     | 阪急塚口－尼崎北小学校－栗山町2丁目－JR立花 (上)－南警察署西分庁舎－琴浦神社－尼崎競艇場－リサーチコア前－武庫川 ※阪急塚口－JR立花 (上) またはリサーチコア前 間区間便あり |
| 48-2番   | JR尼崎 (北)－尼崎東警察署前－尾浜西口－栗山町2丁目－尼崎北小学校－富松城跡－阪急武庫之荘 (北)                                                                             |
| 50番     | JR尼崎 (南)－波洲橋ー東難波町3丁目－尼崎総合医療センター－上下水道庁舎前－市役所－JR立花（下）－労災病院－稲葉荘1丁目－大庄西－琴浦神社－阪神出屋敷                       |
| 50-2番   | 阪神杭瀬－常光寺ーJR尼崎 (南)－波洲橋ー東難波町3丁目－水道局－市役所－JR立花（下）－労災病院－稲葉荘1丁目－大庄西－琴浦神社－阪神出屋敷 ※平日のみ運行                     |
| 50-3番   | JR尼崎 (南)－波洲橋ー東難波町3丁目－尼崎総合医療センター－尼崎総合医療センター正門前 ※平日のみ運行 ※尼崎総合医療センターにはJR尼崎行きのみ停車                            |
| 50-4番   | JR尼崎 (南)－波洲橋ー東難波町3丁目－尼崎総合医療センター－上下水道庁舎前－市役所－JR立花（下）－労災病院－稲葉荘1丁目－大庄西－松内町－武庫川                             |
| 51番     | JR尼崎 (南)－社協会館－小田南公園ー杭瀬南新町2丁目－阪神杭瀬 |
| 52番     | JR尼崎 (南)→社協会館→阪神大物→コスモ工業団地前→阪神大物→社協会館→JR尼崎 (南) ※循環 JR尼崎 (南)→コスモ工業団地前 間区間便あり                                              |
| 55番     | JR尼崎 (南)－波洲橋ー東難波町3丁目－尼崎総合医療センター－上下水道庁舎前－市役所－JR立花（下）－労災病院－阪急武庫之荘 (南)                                               |
| 58番     | 阪急塚口－ピッコロシアター－阪神水道前－市民健康開発センター－尾浜－尼崎東警察署前－JR尼崎 (北)                                                                           |
| 60番     | JR立花－南警察署西分庁舎－尼崎競艇場－リサーチコア前－鶴町－尼崎テクノランド前－末広町 ※平日のみ運行 ※JR立花は (下) 発、 (上) 着                                          |
| 85番     | 阪神出屋敷－高洲－中浜－鶴町－尼崎テクノランド前－末広町 |
| 90番     | 武庫川－尼崎スポーツの森－末広町－尼崎テクノランド前 ※1往復のみ運行 |
| AD2番    | 阪急塚口－尾浜西口－上下水道庁舎前－尼崎総合医療センター－東難波町3丁目－地方合同庁舎－阪神尼崎 (北) - 阪神大物 - 尼崎ドライブスクール前                                  |

- 55番
- 58番

## 車両
三菱ふそう、いすゞ、日野、日産ディーゼルの各車種が所属している。なお、全車ノンステップバスである。

## 業務
通勤・通学・寿の各種定期券、回数カード等乗車券類の販売及び払い戻し、運行ダイヤの案内、忘れ物の問合せや、距離証明書の発行等を行っている。

## その他の営業所等
- 武庫営業所 - 武庫地区の地域線（40番台の系統）を担当
  - 場所 : 兵庫県尼崎市武庫豊町3丁目11-1
- 阪神バスサービスセンター（阪神尼崎）
  - 場所 : 兵庫県尼崎市神田中通1丁目1

この他、東園田に休憩所が設けられている。
1993年10月まで阪神尼崎駅北口（ロータリー内）に中央営業所があったが塚口営業所に統合。